# Хотоза
Хотоза — правый приток реки Уж, протекающий по Новоград-Волынскому району  (Житомирская область).

## География
Длина — 15 км. Площадь бассейна — 87,6 км². Русло реки (отметки уреза воды) в среднем течении (село Бобрица) находится на высоте 202,9 м над уровнем моря. Является магистральным каналом осушительной системы, созданной в верховье реки (вокруг села Бобрица). Служит водоприёмником системы каналов. Русло выпрямлено в канал (канализировано), в приустьевой части — шириной 6 м и глубиной 1,5 м, дно песчаное.
Берёт начало юго-восточнее села Бобрица. Река течёт на северо-запад. Впадает в реку Уж (на 226-м км от её устья) западнее села Ольховка.
Пойма очагами занята болотами и лугами, лесам.
Притоки:
1. Кунан правый

Населённые пункты на реке (от истока к устью):
Бывший Емильчинский район
1. Бобрица
2. Рудня
3. Сушки
4. Белка